# Északi csőröscet
Az északi csőröscet (Mesoplodon bidens) az emlősök (Mammalia) osztályának párosujjú patások (Artiodactyla) rendjébe, ezen belül a csőröscetfélék (Ziphiidae) családjába tartozó faj.

## Előfordulása
Az Atlanti-óceán északi területein honos. Kelet-Kanadától és Új-Angliától kezdve keletre a Norvég-tengerig és a Madeira-szigetekig lelhető fel. 2009. január 10.-én az Égei-tengerben, Törökország közelében is észrevettek egy nőstény példányt.

## Megjelenése
A hím 5,5 méter hosszú, a nőstény egy kicsit kisebb, csak 5 méteres. Testtömege 1000–1300 kilogramm. Feje egyenesen aprónak hat; a hímnél két agyarszerű fog látszik a szájából. A háti része szürke, a hasi része ennél világosabb.

## Életmódja
A tápláléka kalmárokból és kisebb halakból tevődik össze, amelyekért gyakran 200-1500 méteres mélységekbe hatol le. Akár 30 percig is lent maradhat. A partravetődött cetekből ítélve, ez a faj 8-10 fős vegyes nemű és korú csapatokban tartózkodik.

## Szaporodása
A vemhesség 12 hónapig tart. Ennek végén egy borjú jön világra, amely születésekor 2,4-2,7 méter hosszú és körülbelül 185 kilogramm tömegű.

## Fordítás
- Ez a szócikk részben vagy egészben  a   Sowerby's beaked whale című angol Wikipédia-szócikk ezen változatának fordításán alapul.  Az eredeti cikk szerkesztőit annak laptörténete sorolja fel. Ez a jelzés csupán a megfogalmazás eredetét és a szerzői jogokat jelzi, nem szolgál a cikkben szereplő információk forrásmegjelöléseként.